# Pampus cinereus
Pampus cinereus är en fiskart som först beskrevs av Bloch, 1795.  Pampus cinereus ingår i släktet Pampus och familjen Stromateidae. Inga underarter finns listade i Catalogue of Life.